# 迈内德姆斯
迈内德姆斯（英語：Menedemus，前345年—前261年）古希腊哲学家之一，出身于贵族家庭，早年于雅典学习哲学，后游学于古希腊各地。历史记载他是一个柏拉图主义者。他的思想现仅见于古希腊与古罗马等学者所引述的残篇之中。

## 扩展阅读
- 本条目包含来自公有领域出版物的文本: Chisholm, Hugh (编).  (第11版). London: Cambridge University Press. 1911.